# RS Norge
Pour les articles homonymes, voir Norge.
Le RS Norge (ou KS Norge) est le yacht royal de Norvège (Norge signifie Norvège en norvégien classique, KS étant l'abréviation Kongeskipet, navire royal).
D'une longueur de 80 mètres, ce yacht est un cadeau du peuple norvégien au roi Haakon VII en 1947. Si le yacht est propriété royale, il est armé, entretenu et opéré par la Marine royale norvégienne.

## Histoire
Quand le prince Carl du Danemark, également officier de marine, accepta d'être choisi pour occuper le trône vacant de Norvège en 1905 (sous le nom d'Haakon), il lui fut promis un yacht royal. Mais à cause des difficultés économiques en Norvège après la dissolution de l'Union avec la Suède, cela ne put se réaliser. Durant les deux guerres, l'économie et la situation politique du pays ne le permirent pas non plus.
Après la Seconde Guerre mondiale, un large appel national fut lancé pour trouver des fonds pour l'achat d'un yacht pour le désormais âgé mais respecté roi, qui était devenu un vrai symbole national par sa résistance contre l'Allemagne nazie. Parmi ceux qui ont répondu à l'appel se trouvaient 300 000 écoliers. Le choix final se porta sur un yacht britannique à moteur, le Philante construit en 1937 par Camper and Nicholsons à Gosport dans l'Hampshire pour Sir Thomas Sopwith. C'était alors l'un des plus grands yachts de son époque. Le navire avait été réquisitionné par la Royal Navy en 1939 et le HMS Philante avait été armé et utilisé en Atlantique comme navire d'escorte pour les convois.
En juillet 1947, le navire fut racheté par la Norvège, à temps pour qu'une maquette puisse être construite et présentée au roi pour son 75e anniversaire. Sa rénovation se termina en 1948, le roi Haakon en prenant alors possession comme yacht royal, rebaptisé Norge. Le roi utilisa le navire pour voyager tant en Norvège qu'à l'étranger.
Le roi Olav pris possession du Norge à la mort de son père en 1957, et dix ans plus tard, un plan fut adopté pour remettre à niveau la coque et l'équipement technique. Le roi, comme le faisait son père, se servit du Norge aussi bien pour des occasions officielles que privées.
En 1985 durant des opérations de soudure à bord alors que le  Norge se trouvait en cale sèche pour réparations aux chantiers d'Horten, un incendie débuta avec des conséquences désastreuses, mais la coque et les moteurs furent préservés. Le roi Olav décida que le bateau serait reconstruit, et un an plus tard, il pouvait de nouveau embarquer sur le Norge, désormais techniquement mieux équipé et plus sûr.
À la mort du roi Olav en 1991, le Norge passa à son successeur, le roi Harald.

## Équipage et utilisation

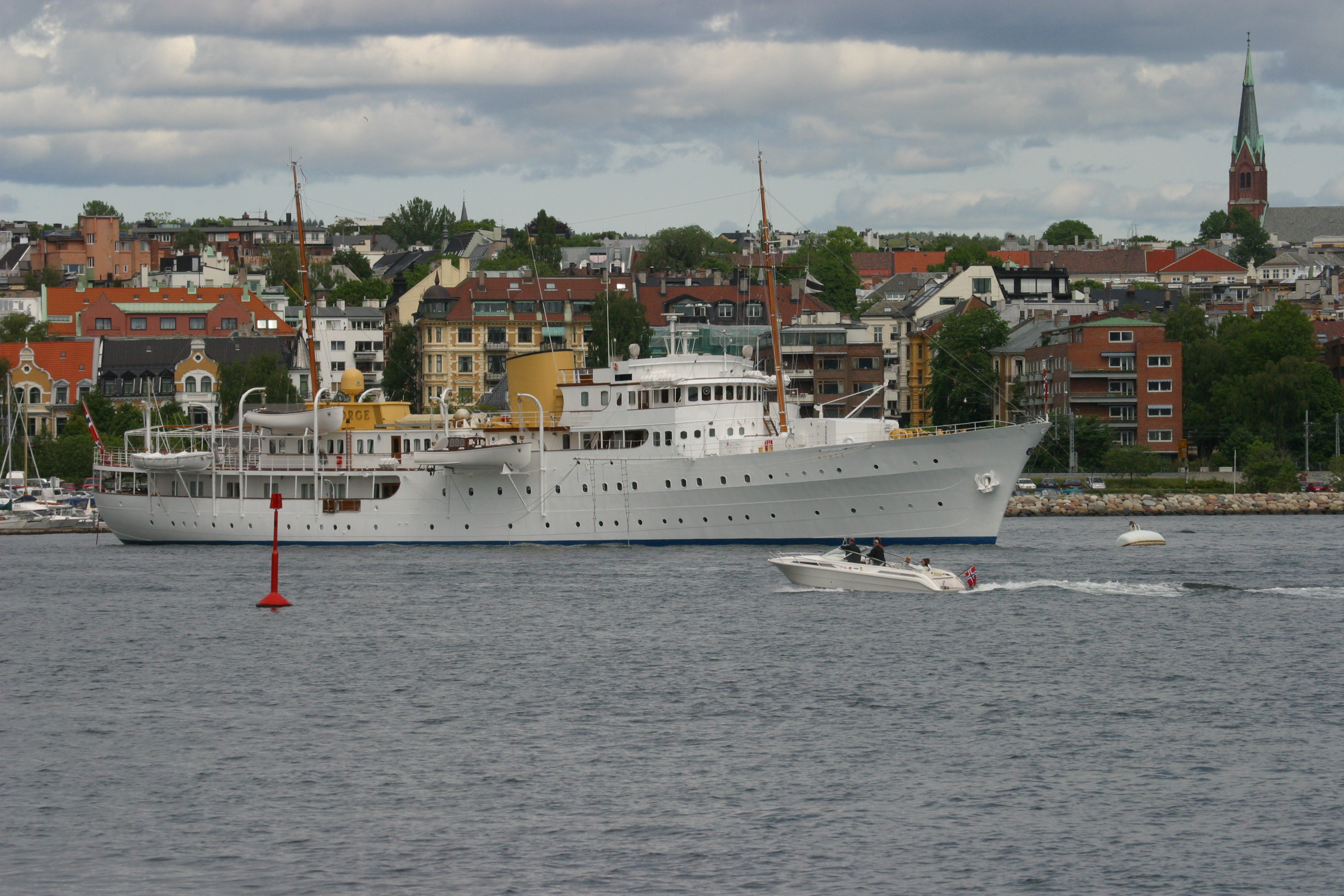
Le Norge

Le yacht royal Norge est la propriété du roi mais un décret royal de 1947 fait que le navire est opéré et entretenu par la Marine royale norvégienne qui fournit également l'équipage. En été, celui-ci monte à 54 officiers et hommes d'équipage. La saison débute lors du premier embarquement du roi en mai et s'achève fin septembre. L'entretien est assuré pendant l'hiver avec alors un équipage réduit à 20 personnes.
Le programme de navigation pour le yacht royal varie d'année en année. Quand le roi dispute des régates internationales, il se sert du Norge comme base. Le couple royal utilise aussi le yacht pour des événements officiels en Norvège et à l'étranger. En 2004 le roi utilisa ainsi le Norge pour son voyage en France pour le 60e anniversaire du débarquement de Normandie. En 2006 le yacht servit pour la visite d'État en Irlande et de nouveau, en Norvège, lors de la visite d'état du couple royal espagnol, le roi Juan Carlos et la reine Sophie.